# Penascais
Penascais is een plaats (freguesia) in de Portugese gemeente Vila Verde en telt 281 inwoners (2001).